# Веріора (волость)
Веріора (ест. Veriora vald) — волость в Естонії, у складі повіту Пилвамаа.

## Положення
Площа волості — 200,3 км², чисельність населення на 1 січня 2011 року становила 1466 осіб.
Адміністративний центр волості — селище Веріора. До складу волості входить ще 29 сіл: Хаавапяя (Haavapää), Хіммісте (Himmiste), Йиеваара (Jõevaara), Йиевеере (Jõeveere), Кікка (Kikka), Кірмсі (Kirmsi), Коолма (Koolma), Коолмайярве (Koolmajärve), Кулламяе (Kullamäe), Кунксілла (Kunksilla), Лахо (Laho), Лееві (Leevi), Ліхтенстеіні (Lihtensteini), Mõtsavaara, Männisalu, Nohipalo, Pahtpää, Sarvemäe, Soohara, Süvahavva, Timo, Vareste, Verioramõisa, Viira, Viluste, Vinso, Võika, Väike-Veerksu, Vändra.